# Eurytemora richingsi
Eurytemora richingsi är en kräftdjursart som beskrevs av Heron och Damkaer 1976. Eurytemora richingsi ingår i släktet Eurytemora och familjen Temoridae. Inga underarter finns listade i Catalogue of Life.